# 淡路交流の翼港
淡路交流の翼港（あわじこうりゅうのつばさこう）は、兵庫県淡路市大字楠本字ユスノ木にある地方港湾。あわじ交流の翼港海の駅として海の駅に登録されている。

## 概要
地方港湾としては1995年（平成7年）3月8日に港湾区域が認可されている。海の駅としては2005年（平成17年）11月15日に登録されている。大阪湾および瀬戸内海の東の玄関に位置し、小型船舶による海洋レジャーやクルージングなどの淡路島北方地域の海からのアクセス向上に役立っている。また、淡路夢舞台、明石海峡公園に隣接している。駐車場も完備され付近一帯では釣りが楽しめる。
なお、2000年に開催されたジャパンフローラ2000（淡路花博）では、海上アクセスとして当港と神戸港（中突堤）とを結ぶ高速船が運行されていた。淡路市長の門康彦は統合型リゾートの大阪誘致を念頭に、大阪・神戸と津名港・当港とを結ぶ案に言及している。
2021年9月に淡路花博20周年記念花みどりフェアにおいて神戸かもめりあと淡路交流の翼港を結ぶ無料海上アクセスが期間限定で実施された。

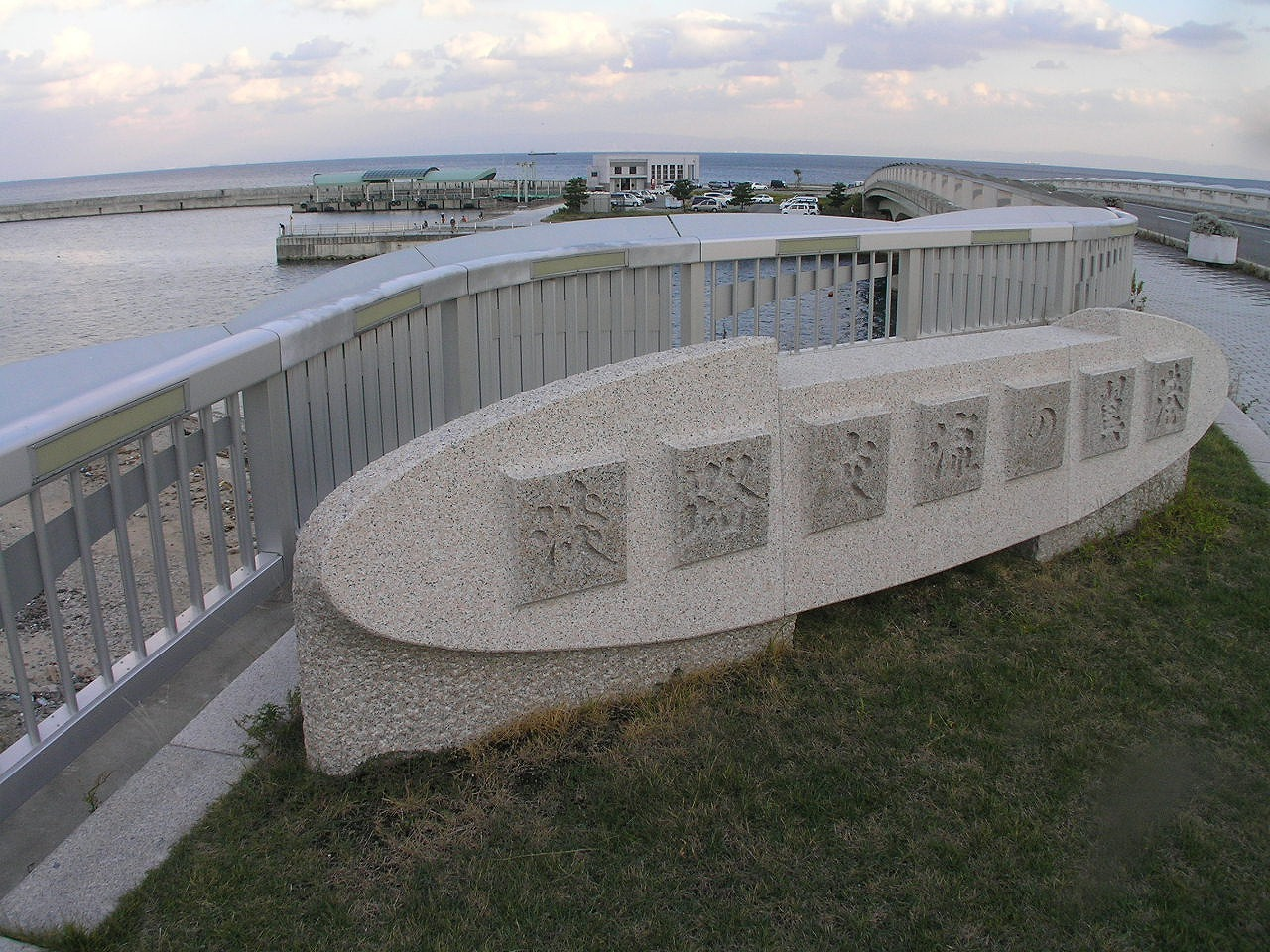
入口

## 所在地
- 兵庫県淡路市大字楠本字ユスノ木2267-3外

## 交通アクセス
- バス：西日本ジェイアールバス・本四海峡バス・淡路市生活観光バス路線淡路夢舞台前下車、徒歩5分。

## 施設

桟橋

- ビジターバース（事前に申込み用紙に記入のうえ、予約する必要あり[3]。急な場合は電話予約もできる。）
  - 20tクラスのプレジャーボート 6時間まで 100円。その他に清掃協力金が500円（1艇/日）
- 給油設備 なし。
- トイレ
- 売店（みやげ物、飲み物、レンタル釣具、釣えさ）
- 休憩所
- レストラン 夢舞台地区（徒歩5分）
- 営業時間：8:00-20:00

## あわじ交流の翼港海の駅からの距離
- 明石海峡大橋 - 4.5 km
- 明石港 - 8 km
- 洲本港 - 25 km
- 大阪港 - 35 km
- 家島諸島 - 50 km
- 小豆島（福田） - 70 km

## 近隣名所

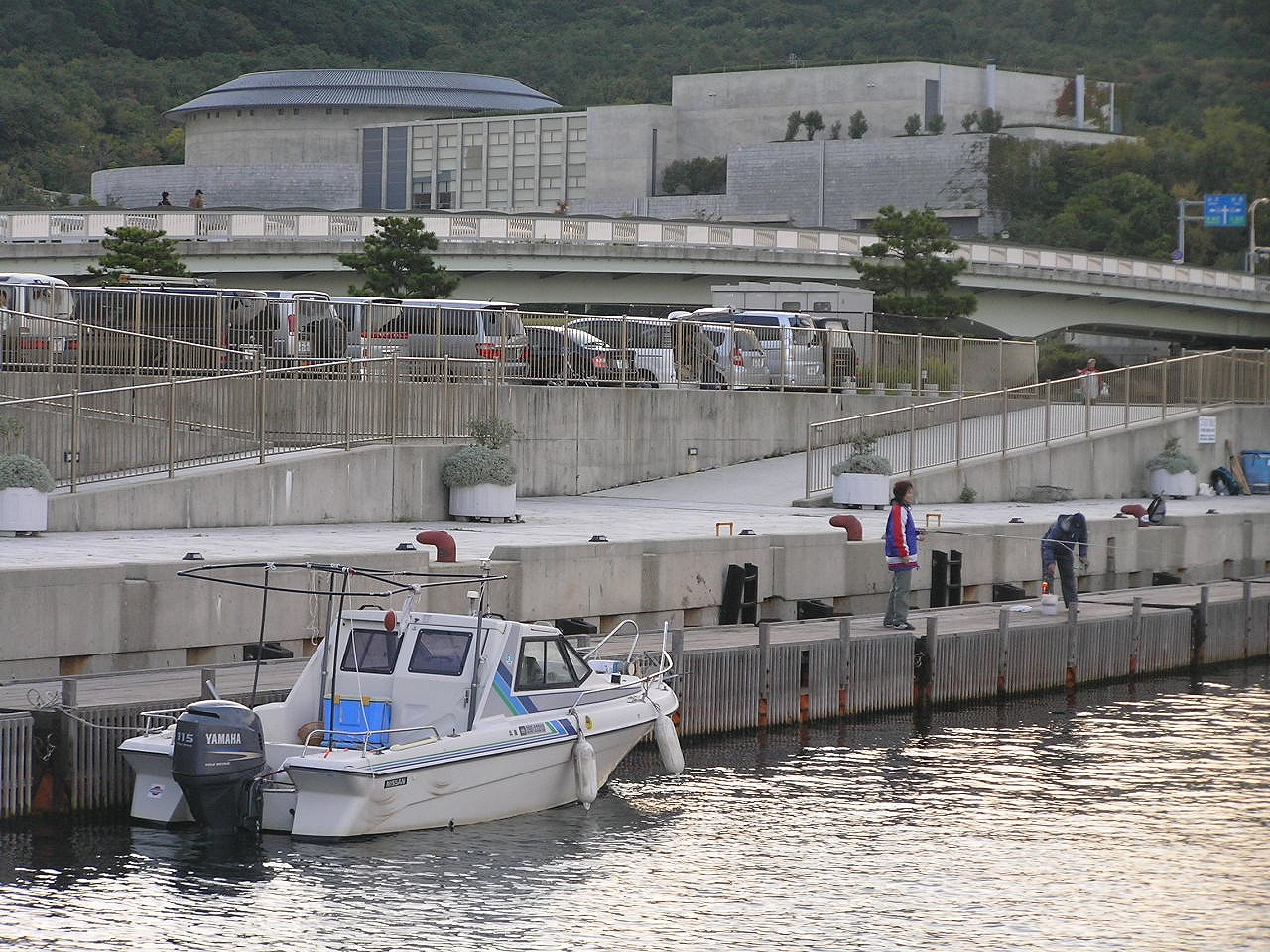
背景は淡路夢舞台国際会議場。徒歩約5分の距離。

- 淡路夢舞台
- 兵庫県立淡路夢舞台温室あわじグリーン館
- 国営明石海峡公園